# Картофельные бунты в Российской империи
Картофельные бунты в Российской империи — массовые выступления удельных (1834 год) и государственных (1840—1844 года) крестьян в России.
Количество участников только в губерниях Севера, Приуралья и Поволжья превысило 500 тысяч человек. Бунты были вызваны насильственным введением посадки картофеля по инициативе министра П. Д. Киселёва и  подавлены правительственными войсками.

## Предыстория

### Распространение картофеля в Европе
Введение картофеля в сельское хозяйство Европы протекало медленно. Хотя европейцы познакомились с картофелем в Новом Свете уже в XVI веке, только к концу XVII века он начинает занимать заметное место в сельском хозяйстве Ирландии и Англии, а в других странах появляется ещё позднее. Введение новой культуры сталкивалось с сопротивлением крестьянства. Особенно серьёзные проблемы возникали при попытках вводить посадки картофеля «сверху», административными методами. Так, в Пруссии в 1745 году, чтобы заставить крестьян сажать картофель, приходилось прибегать к наказаниям и военной силе. Однако это помогало мало, и введение новой культуры затянулось на десятилетия. Обобщая полученный опыт, Фридрих Великий в 1775 году писал:

Одними циркулярными распоряжениями и с помощью принудительных мер подобные полезные учреждения не могут быть введены, ибо, не говоря уже о том, что крестьянин обнаруживает сопротивление против новшеств и в особенности против требований, которые навязываются ему силой, вообще трудно ожидать улучшений в области сельского хозяйства, если сельский хозяин не убедится в пользе их посредством вразумительных доказательств, а ещё лучше — посредством примеров. 
Важной вехой в борьбе за признание картофеля стал неурожайный 1785 год, когда употребление картофеля в пищу благодаря усилиям агронома Антуана Пармантье помогло победить голод на севере Франции. В последние месяцы первой Парижской коммуны (1795) картофель активно выращивался в осаждённом Париже, даже в саду Тюильри, чтобы уменьшить голод.

### Положение крестьянства в Российской империи первой половины XIX века
Крестьяне в Российской империи 30-40 гг. XIX века подразделялись в основном на государственных, удельных и частновладельческих. Лучше всего было положение государственных крестьян, которые считались «свободными сельскими обывателями» и имели достаточно широкие юридические и имущественные права, однако и они должны были уплачивать подати государству путём оброка или (заметно реже) барщинными работами и натуральными повинностями. Гораздо тяжелее было положение частновладельческих (помещичьих) крестьян. Они были серьёзно ограничены в правах, их повинности со временем росли, и по сравнению с ними денежная рента, которую выплачивали крепостные крестьяне, становилась заметно меньше. Удельные крестьяне считались неотчуждаемой и общей собственностью членов царской семьи, однако не были «вещной собственностью», их положение было промежуточным между крепостными и государственными крестьянами. В 30-х гг. происходит перевод удельных крестьян на поземельный сбор. Одной из целей введения поземельного сбора было продемонстрировать крестьянам, что «земля не есть их собственность, но находится у них, так сказать, только в оброчном содержании». Землю свыше той, что полагалась крестьянину в качестве нормального тяглового участка, можно было взять в аренду, однако в большинстве случаев крестьяне не понимали производившихся с ними расчётов, и излишняя земля обыкновенно оставалась в пользовании тех же селений за особую плату; поэтому введение «поземельного» сбора в многоземельных губерниях сопровождалось увеличением крестьянских платежей на 50—100 % и более. Политика российских властей в отношении государственных и удельных крестьян являлась патерналистской. С одной стороны, постепенно увеличивался фискальный гнёт, расширялся административно-полицейский аппарат, с другой стороны предпринимались попытки повышения эффективности ведения хозяйства и улучшения жизни крестьян. Многие меры, вводимые командно-административным путём, встречали непонимание со стороны крестьян, а произвол и коррупция местных властей встречали всеобщую ненависть.

## Волнения 1834 года среди удельных крестьян
10 марта 1834 г. Департамент уделов разослал предписание посеять картофель на казённых запашках как средство предотвращения голода в результате возможного неурожая зерновых. Данная мера встретила сопротивление крестьян, причём картофель зачастую уже был им известен, его самостоятельно сеяли на огородах, так что протесты были направлены именно против посадок картофеля на общественных запашках. В качестве причин недовольства указывалось:
- отсутствие посадочного материала («не дано семян для посева»);
- обременительность новой обязанности;
- то, что отведённая земля для посадки картофеля неудобна и он там родиться не будет;
- «невнятность предписания»;
- произвол местного начальства, которое под предлогом общественных посевов уничтожало личные приусадебные посадки картофеля и вымогало деньги за освобождение от этой повинности;
- слухи, что посеявших картофель на общественном участке «запишут под барина», то есть переведут в частновладельческие крестьяне.

Отдельные исследователи отмечают также суеверия в отношении картофеля и связанные с этим эсхатологические настроения. Волнения вспыхнули во Владимирской и Вятской губерниях, крестьяне опирались на мнение «мира», зачастую принимая решения на общинных сходах. Полицейских мер оказалось недостаточно и пришлось задействовать войска — в частности, у оренбургского генерал-губернатора для подавления восстания были запрошены 600 башкир. Участников волнений судили военным судом, виновных в покушении на жизнь представителей власти приговаривали к наказанию шпицрутенами и помещению под арест в крепость, прочих наказывали плетьми и батогами. Возмещение затрат на подавление волнений и проведение следствия было возложено на бунтовавшие общины.

## Волнения 1840-х гг. среди государственных крестьян
Государственные крестьяне по численности намного превосходили удельных, поэтому волнения имели значительно более широкий характер. В 1837 г. началась реформа П. Д. Киселёва, согласно которой учреждалось Министерство государственных имуществ и его местные органы, которым вверялось «попечительство» над государственными крестьянами при посредничестве сельской общины. Среди крестьян это породило массовые слухи о переводе их из государственных в удельные или даже о передаче в частное владение «барину» («Министеру» или «Министрову»). 8 августа 1840 г. был издан Указ о посадке картофеля при волостных и сельских правлениях. В циркуляре от 28 августа 1840 г. предписывалось отдавать для посева картофеля специальные участки в тех селениях, где была введена общественная запашка, а там, где её не было — отводить в каждой волости по одной десятине. Это сразу вызвало сопротивление крестьян. Не получив одобрения «мира», писари и волостные головы начали фальсифицировать приговоры сельских сходов, подделывая подписи без ведома крестьян. Затем Министерство государственных имуществ издало ещё один циркуляр, в котором предписывалось разводить картофель не только при волостных правлениях, но уже при каждом сельском обществе. Кроме того, также в целях борьбы с последствиями неурожаев, было издано предписание об устройстве неприкосновенных запасов семенного зерна. По оценке П. Деви:
О согласии крестьян на учреждение неприкосновенных запасов были написаны по всем волостям и общинам приговоры, но едва ли Захаровское общество было ни единственным в трех уездах, в котором он был составлен с должною добросовестностью и с ведома крестьян. Во всех же других писари и старшины не признали за нужное сообщить о них народу и употребили при написании их свой обычный приём, то есть подписали под ним именники из податных тетрадей и сообщили окружным начальникам, что общества согласны и приговоры даны.
Особое положение писарей и волостных голов, их новые мундиры, злоупотребления и заносчивость вызвали ненависть и недоверие со стороны крестьян. А. Н. Зырянов, свидетель событий 1842—1843 гг., писал: 
Писари, как люди особого, так сказать, класса, нередко щеголяли своими форменными кафтанами. Кафтаны сии сверх меры и положения обшивали широчайшими серебряными галунами и обсаживали блестящими пуговицами, что придавало им вполне вид «барский» и «чиновничий» […] При небольшом жаловании жили они в селеньях лучше всех, жили роскошно, сытно, привольно в довольстве, в достатке, имея большие домы или обширные квартиры, почтенное количество рогатого скота, лошадей, даже экипажи и иногда значительные запашки. С народа бралось, с народа и получалось.

Грубое вмешательство мелких местных властей в повседневную жизнь крестьянства, непонимание крестьянами сути проводившихся реформ, атмосфера слухов и недоверия, а также вскрывшиеся факты подлогов привели к волне бунтов. Общая схема была следующей — прослышав о передаче «в удел» или «барину», крестьяне собирали сходку и определяли порядок действий. Зачастую принимали решение посадок картофеля не производить или даже разломать изгородь, окружающую засаженный участок, посаженный картофель выкопать и раскидать, а сам участок засеять зерновыми. Было распространено мнение, что «если в течение двух дней не разломана будет около посеянного картофеля… изгорода, то заключится контракт и казённые крестьяне будут барские или удельные». Упорные слухи о том, что «писари и старшины» продали «мир», вызвали волну направленной на них агрессии. На них нападали, избивали и подвергали истязаниям, требуя сознаться в содеянном и выдать грамоту с «золотыми строками и золотым клеймом», где говорится о закабалении. Ходили также слухи о том, что царь воспротивился, не захотел отдавать крестьян и прислал о том грамоту, но писари её прячут и т. п. Нападениям подвергались также местный причт и иногда богатые крестьяне, которых подозревали в сговоре с «миропродавцами». При этом крестьяне, за редким исключением, не нападали на чиновников более высокого уровня и не выдвигали политических требований, ограничиваясь пожеланиями, «чтобы управление над ними было по-старому». В большинстве случаев увещеваний государственных чиновников оказалось достаточным, чтобы погасить возмущение. Однако в ряде мест мятежи были подавлены вооружённой силой. Так, в селе Течинском Пермской губернии при появлении солдат крестьяне не отступили, на холостые заряды отвечали градом камней и палок и рассеялись только после стрельбы картечью в упор по плотной массе народа. В Нолинском уезде Вятской губернии в ходе «усмирения» было 8 убитых, 4 умерших от ран и 39 раненых. Пример суровых расправ и бессилие крестьян против военной силы также способствовали прекращению бунтов. После подавления возмущения следовали расправы. Основных виновников подвергали телесным наказаниям с особой жестокостью, что зачастую было равносильно смертному приговору. Крестьянин П. Г. Гурин, бывший свидетелем бунта и чуть не ставший его жертвой, так описывает расправу в Закамышловской волости Пермcкой губернии:
Виновные, между тем, были выбраны и разделены на две части: в одной — главные, в другой — менее виновные. Первые отданы под конвой для препровождения в острог, а последних предписано раздевать. Розги и палки были уже разложены кучками в нескольких местах в порядке полукруга и у каждой такой кучки стояли по два солдата, из которых один имел в руках палки, а другой — розги. Скомандовали «подводить!» и известное число людей взято из стоявшей раздетой толпы. Каждого подхватили под руки двое солдат и развели по местам. «Готово!» провозгласил унтер-офицер. Лишь раздалась команда офицера «начинай», как в то же мгновение палки и розги свистнули в воздухе и раздались неистовые вопли. Вопли постепенно перешли в стоны, наконец и сами стоны слышатся всё реже и реже, да и то уже у немногих, а удары сыплются, да сыплются с прежнюю силою, несмотря на бесчувственное состояние большинства наказываемых. [… ] «Довольно!» — прозвучала команда, и несчастные, истерзанные, полуживые растащены в стороны. Места их заняли другие, третьи смены т.д. […] Когда таким образом были наказаны виновные, дошла очередь до обществ. Выведено было из их среды несколько десятков человек, по расчёту из каждых десяти однообщественников по одному. В числе этих людей было много и таких, которые совершенно не были виновны, но в лице их наказывалось общество… Наказание им было полегче: многие из них после него оделись сами, чего не мог сделать никто из наказанных, принадлежавших к разряду виновных.

## Последствия
30 ноября 1843 принудительные общественные посевы картофеля были отменены, упор делался на пропаганду и премирование за разведение «сего овоща преимущественно на полях». В итоге картофель прочно вошёл в сельскохозяйственный обиход, особенно в регионах, где крестьянство не могло в полной мере обеспечить себя хлебом в силу малоземельности или плохих почв. Расправы произвели тяжёлое впечатление на крестьян, но они продолжали считать, что защищали свои законные права, сопротивляясь ухудшению своего правового и экономического положения.

## В культуре
В сказе «Про „водолазов“» П. П. Бажов излагает историю картофельного бунта на Урале.